# Отдаденост
„Отдаденост“ (на италиански: Incantesimo) е италиански драматичен сериал, излъчван по италианската телевизия RAI през 1998-2008 г. Действието се развива в болница, наречена Clinica Life в Рим, Италия, и се върти около живота на персонала, който работи в нея. Известно е, че има различни водещи актьори, които играят различна история в почти всеки десет сезона.

## „Отдаденост“ В България
В България сериалът се излъчвал по Канал 1 (по-късно обновения БНТ 1) и Нова телевизия. В дублажа участват Силвия Русинова, Венета Зюмбюлева и Иван Танев.